# Sydney International 1998 - Qualificazioni doppio maschile
Le qualificazioni del doppio maschile dello  Sydney International 1998 sono state un torneo di tennis preliminare per accedere alla fase finale della manifestazione. I vincitori dell'ultimo turno sono entrati di diritto nel tabellone principale. In caso di ritiro di uno o più giocatori aventi diritto a questi sono subentrati i lucky loser, ossia i giocatori che hanno perso nell'ultimo turno ma che avevano una classifica più alta rispetto agli altri partecipanti che avevano comunque perso nel turno finale.
Le qualificazioni del doppio del torneo Sydney International 1998 prevedevano 4 coppie partecipanti di cui una è entrata nel tabellone principale.

## Teste di serie
1. Mark Keil /  T. J. Middleton (ultimo turno)

1. John-Laffnie de Jager /  Robbie Koenig (Qualificati)

## Qualificati
1. John-Laffnie de Jager  /   Robbie Koenig

## Tabellone

### Legenda
| - Q = Qualificato - WC = Wild card - LL = Lucky loser | - ALT = Alternate - SE = Special Exempt - PR = Protected Ranking | - w/o = Walkover - r = Ritirato - d = Squalificato |

|  | Primo turno | Primo turno                         | Primo turno                         | Primo turno | Primo turno |  |  | Ultimo turno | Ultimo turno                        | Ultimo turno                        | Ultimo turno | Ultimo turno |  |
|  |             |                                     |                                     |             |             |  |  |              |                                     |                                     |              |              |  |
|  | 1           | Mark Keil T. J. Middleton           | Mark Keil T. J. Middleton           | 6           | 6           |  |  |              |                                     |                                     |              |              |  |
|  |             | Nebojša Đorđević Dušan Vemić        | Nebojša Đorđević Dušan Vemić        | 4           | 4           |  |  | 1            | Mark Keil T. J. Middleton           | Mark Keil T. J. Middleton           | 4            | 1            |  |
|  | 2           | John-Laffnie de Jager Robbie Koenig | John-Laffnie de Jager Robbie Koenig | 7           | 6           |  |  | 2            | John-Laffnie de Jager Robbie Koenig | John-Laffnie de Jager Robbie Koenig | 6            | 6            |  |
|  |             | Julián Alonso Albert Portas         | Julián Alonso Albert Portas         | 5           | 4           |  |  |              |                                     |                                     |              |              |  |